# 建久七年の政変
建久七年の政変（けんきゅうしちねんのせいへん）は、建久7年（1196年）11月、九条兼実が関白を罷免され失脚した事件。

## 概要

### 兼実の執政と南都復興
建久3年（1192年）3月13日、後白河法皇の崩御により関白・九条兼実は、幼年の後鳥羽天皇を擁して名実ともに政治の実権を掌握した。7月12日、兼実は初度の朝政として源頼朝に征夷大将軍を宣下して関東との協調に努め、腹心で「九条殿のならびなき後見役」 と呼ばれた葉室宗頼を後院庁別当とした。11月には、弟の慈円を天台座主に任じ延暦寺を統制させて、政権基盤の強化を図った。兼実は治承・寿永の乱で荒廃した南都の復興に力を尽くし、建久5年（1194年）に藤原氏の氏寺・興福寺、建久6年（1195年）には鎮護国家の象徴・東大寺の再建を成し遂げて摂関家の威信を示した。後鳥羽天皇も兼実の施政を善政と評価して御遊を自粛するなど（『愚管抄』）信頼を寄せており、後白河院政下で「無権の執政」 と嘆いていた兼実にも、ようやく前途が開けたかに見えた。

### 院近臣の抑圧
後白河法皇は末娘の宣陽門院を溺愛して、院領の中でも最大規模の長講堂領を伝領させたが、宣陽門院の生母・丹後局と宣陽門院執事別当の土御門通親は所領拡大のために、播磨国・備前国において荘園の新規立券を行った。兼実は摂関家嫡流に生まれた自負から院近臣に反感を抱いていたが、法皇崩御を機にその抑圧に乗り出し、手始めにこの宣陽門院領の立荘を取り消した（『愚管抄』）。さらに建久4年（1193年）12月9日の除目において、参議の山科実教・藤原成経の中将兼任を停めて両名を辞職に追い込んだ。実教と成経は院近臣の代表的な家柄である善勝寺流の出身であり、実教は丹後局の子・教成を猶子としていた。翌年正月には、教成も左少将を辞任している。これらの措置は丹後局の憤激を招き、廟堂から排除された院近臣は宣陽門院を牙城として兼実を追い落とす機会を伺うことになる。
兼実の認識では摂関家・公卿・諸大夫の区別が厳然として存在し、院政期に台頭した善勝寺流や勧修寺流は元々は摂関家の家司であるとして一段低く見る傾向があった。兼実の執政下では、大納言は摂関家・花山院流・閑院流などの上流貴族に限定され（例外は兼実の義兄で道綱流の藤原定能のみ）、実務官僚として地道に実績を積み上げてきた勧修寺流の吉田経房、葉室光雅、葉室宗頼などは昇進を見送られた。また兼実の故実先例へのこだわりは、誰にも掣肘されることのない最高権力者の立場になってから更に厳格さを増していった。公事・作法の過失・懈怠に対しては、過状の提出を求めたり勘責を加えるようになり、朝廷内では中・下級貴族を中心に兼実への反発が広がっていった。

### 頼朝再上洛
建久6年（1195年）3月4日、頼朝は東大寺落慶供養に参列するため5年ぶりに上洛した。頼朝は落慶供養を終えて京に戻るとまず宣陽門院に参入し、3月29日には丹後局を六波羅に招いて政子・大姫と引き合わせ、豪奢な贈り物を進呈した。これは大姫入内工作の一環と思われる。一方、兼実と頼朝が対面したのは3月30日の参内の際だったが『玉葉』には「雑事を談ず」とあるだけで、4月1日条には頼朝の贈り物が「馬二疋」であったことを「甚だ乏少」と記し、頼朝の態度の変化に困惑している様子が窺える。
4月10日、兼実と頼朝は再び対面するがこの時の会談はかなり長くなり、深更にまで及んだ。4月12日には、吉田経房が六波羅に参入して頼朝や大江広元と盃酒を交わし、「旧院御代の事」や「当時御世務」について談話が数刻に及んだ。これらの会談の主題は兼実がかつて取り消した長講堂領の再興問題と推測される。10日の兼実と頼朝の会談が長引いたのは兼実の執拗な抵抗があったためと見られるが、4月24日になって頼朝の申し入れにより長講堂領七ヶ所の再興が決定された。兼実は有職故実には通じていたが政治工作は不得手であり、丹後局と頼朝の接近を眼前にしても状況を傍観する以外に手立てはなかった。

### 失脚
頼みとしていた頼朝の支援を失った兼実にとって、唯一の希望は中宮・任子の皇子誕生だけだった。しかし祈祷の甲斐もなく、8月13日に生まれたのは皇女（昇子内親王）だった。兼実の落胆は大きく、当日の記事すら書き残していない。11月10日、兼実の嫡子・良経が内大臣となり次期摂関であることを内外に示した。兼実はなおも任子の再度の懐妊に望みをつないでいたが、12月に通親の養女・在子が皇子（為仁、のちの土御門天皇）を産んだことが明らかとなった。ここに至り、廷臣の大半は兼実に見切りをつけて、皇子を養育している通親の傘下に流れていった。建久7年（1196年）3月23日、兼実の長年の盟友だった左大臣・三条実房が病により辞任するが、兼実は後任を定めなかった。これは次席の右大臣・花山院兼雅が通親派だったこともあるが、兼実の求心力が地に落ちて人事権を行使できなくなっていたことが大きな要因だったと思われる。
11月23日、中宮・任子は内裏から退去させられ、25日には兼実が上表の形式すらなく関白を罷免された。後任の関白には近衛基通が任じられた。『愚管抄』によると通親は兼実の流罪まで行おうとしたが、後鳥羽天皇がそこまでの罪はないと押し止めたという。弟の慈円・兼房もそれぞれ天台座主・太政大臣を辞任した。この政変において兼実を支援する勢力は皆無に等しかった。兼実の家司・三条長兼は「九条殿に参るの人、関東将軍咎を成す。用心すべし」という風聞を記している（『三長記』）。また後鳥羽天皇も兼実の過度な権勢や院近臣家出身の国母七条院（藤原殖子）に対する無礼などに怒りと不信を抱いていたとみられる。兼実の執政は法皇崩御から僅か4年余りで終焉することになった。

### その後
兼実失脚後に朝政を主導することになった通親は、兼実の門閥重視で硬直した公卿人事を見直し、兼実執政下で不遇だった貴族を次々に昇進させた。吉田経房・葉室宗頼は権大納言に、山科実教は中納言に、一条高能は参議となった。兼実のかつての側近であった宗頼は通親の義妹・卿局を妻に迎え、通親の嫡子・通光を婿とするなど完全に通親派に鞍替えした。内大臣・良経は九条家で一人だけ廟堂に留まったが、篭居を余儀なくされた。建久8年（1197年）に大姫が死去し、建久9年（1198年）に土御門天皇が即位して通親が権勢を極めると、頼朝は朝廷における代弁者であった一条能保・高能父子が相次いで病死したこともあり、遅ればせながら危機感を抱いて兼実に書状を送り再度の提携を申し入れたといわれる。兼実は頼朝の上洛と支援に期待をかけたが、翌年の頼朝急死でその望みは潰えた。
だが、頼朝が兼実に再度の提携を申し入れたとの話は、通親と敵対した兼実の日記『玉葉』やその弟慈円の『愚管抄』にのみ見られるものであり、通親は実際には頼朝や頼家に最大限の配慮をしているため、反幕的公卿の指摘は当たらないとする見解もある。政権基盤の脆弱な通親が頼朝と敵対したらひとたまりもなく、また大姫死後も頼朝は次女三幡の入内工作を進めており、三幡は通親の主導する朝廷から女御の宣旨を受けている。御家人統制に王朝権威を利用し始めた頼朝にとって朝廷統制は不可欠であって、その最も直截的な方策こそ娘の入内と外孫の即位であり、入内の頓挫は頼朝自身と三幡の相次ぐ病死という想定外の事態によるものに過ぎない。3度目の上洛が実現していたら頼朝は三幡を後鳥羽の後宮に送り込むことに成功していただろうとする見解もある。
良経は後鳥羽上皇の意向で正治元年（1199年）に篭居のままで左大臣となり、正治2年（1200年）には出仕を許され朝廷に復帰するが、通親の権勢の前には無力だった。その後、後鳥羽院政が確立すると摂関はほとんど名目的な地位と化し、摂関家は近衛家・九条家ともに上皇に従属することになる。